# Sara Kanutte Fornes
Sara Kanutte Fornes, född den 1 december 2001, är en norsk fotbollsspelare.

## Biografi
Sara Kanutte Fornes inledde sin seniorkarriär i SK Træff år 2016. Efter några år i det norska laget Rosenborg värvades hon 2023 av Hammarby Fotboll, varifrån hon 2024 lånades ut till IFK Norrköping. 2025 kontrakterades hon av Malmö FF.  Hon har även representerat det norska damlandslaget på olika ungdomsnivåer.